# Brennpaste

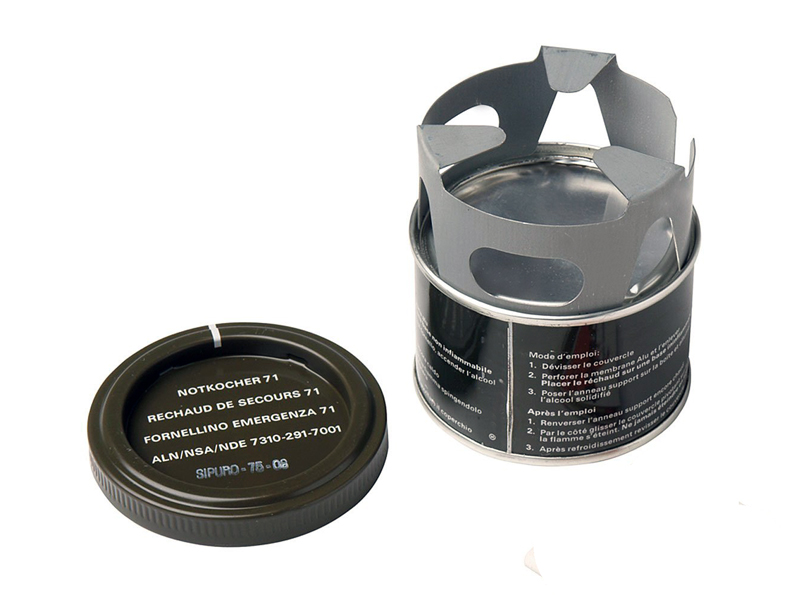
Ein Kocher mit Brennpaste: der Notkocher 71 der Schweizer Armee. Der Blechkranz (in den die Dose im Lieferzustand eingesteckt ist) dient als Ständer für ein Kochgefäß (Blechbecher, Gamelle, Kochtopf)

Brennpaste (bzw. Brenngel) besteht aus Brennspiritus (Ethanol), der durch Zugabe eines Gelbildners zu einer gallertartigen bis zähflüssigen Masse wird. In kommerziellen Brennpasten werden meist pyrogenes Siliciumdioxid oder Cellulose-Derivate wie beispielsweise Hydroxypropylcellulose als Gelbildner zugesetzt. Eine ähnliche Wirkung kann durch den Zusatz von Calciumacetat  erreicht werden. Der Vorteil von Brennpasten auf der Basis von Cellulose-Derivaten ist, dass diese rückstandsfrei verbrennen.
Die Paste wird zum Betrieb von Rechauds oder für Notkocher im Outdoor- und Militärbereich wie in der Schweizer Armee verwendet und kommt meist in der Form kleiner Dosen (ca. 80–200 ml) in den Handel, aus denen sie direkt abgebrannt werden kann. Daneben erfolgt der Verkauf auch in Tuben oder Flaschen.
Der Vorteil gegenüber der Verwendung von reinem Spiritus besteht darin, dass die Paste auch beim Umkippen des Brenners nicht verläuft oder sich verflüchtigt. Das ist allerdings auch bei Spiritusbrennern nicht der Fall, bei denen die Brennflüssigkeit vollständig von einem Glasfaservlies oder dergleichen aufgenommen wird. Wegen der etwas geringeren Brandgefahr wird sie darum auch als Sicherheitspaste / Sicherheitsbrennpaste bezeichnet. Auch wenn die Bezeichnung Sicherheit einen gefahrlosen Einsatz suggeriert, handelt es sich im Sinne der Brandschutzverordnung dennoch um eine offene Flamme.
Brenner für Brennpaste enthalten im Gegensatz zu reinen Spritbrennern keinen Schwamm, da dieser aufgrund der Zähflüssigkeit nicht notwendig ist und verkleben würde.